# Mieko Takamine
Mieko Takamine (高峰三枝子 Takamine Mieko?, Minato, 2 de diciembre de 1918 – Tokio, 27 de mayo de 1990) fue una actriz y cantante japonesa.

## Biografía
Mieko Takamine nació en 1918 en el barrio tokiota de Minato como la hija mayor del famoso maestro de biwa, Chikufu Takamine.
Debutó como actriz en la película de 1936 Kimi yo takarakani utae, producida por los estudios Shochiku, a los que permaneció afiliada durante toda su carrera, aunque también apareció ocasionalmente en producciones de otras compañías, principalmente después de la guerra.
Su primer disco publicado como cantante fue el tema principal de la película Hotaru no hikari (1938), y pronto se consolidó como una «estrella de cine cantante».
Takamine protagonizó películas de algunos de los directores más notables de Japón, incluidos Hiroshi Shimizu, Yasujirō Ozu, Mikio Naruse y Keisuke Kinoshita.

## Filmografía parcial

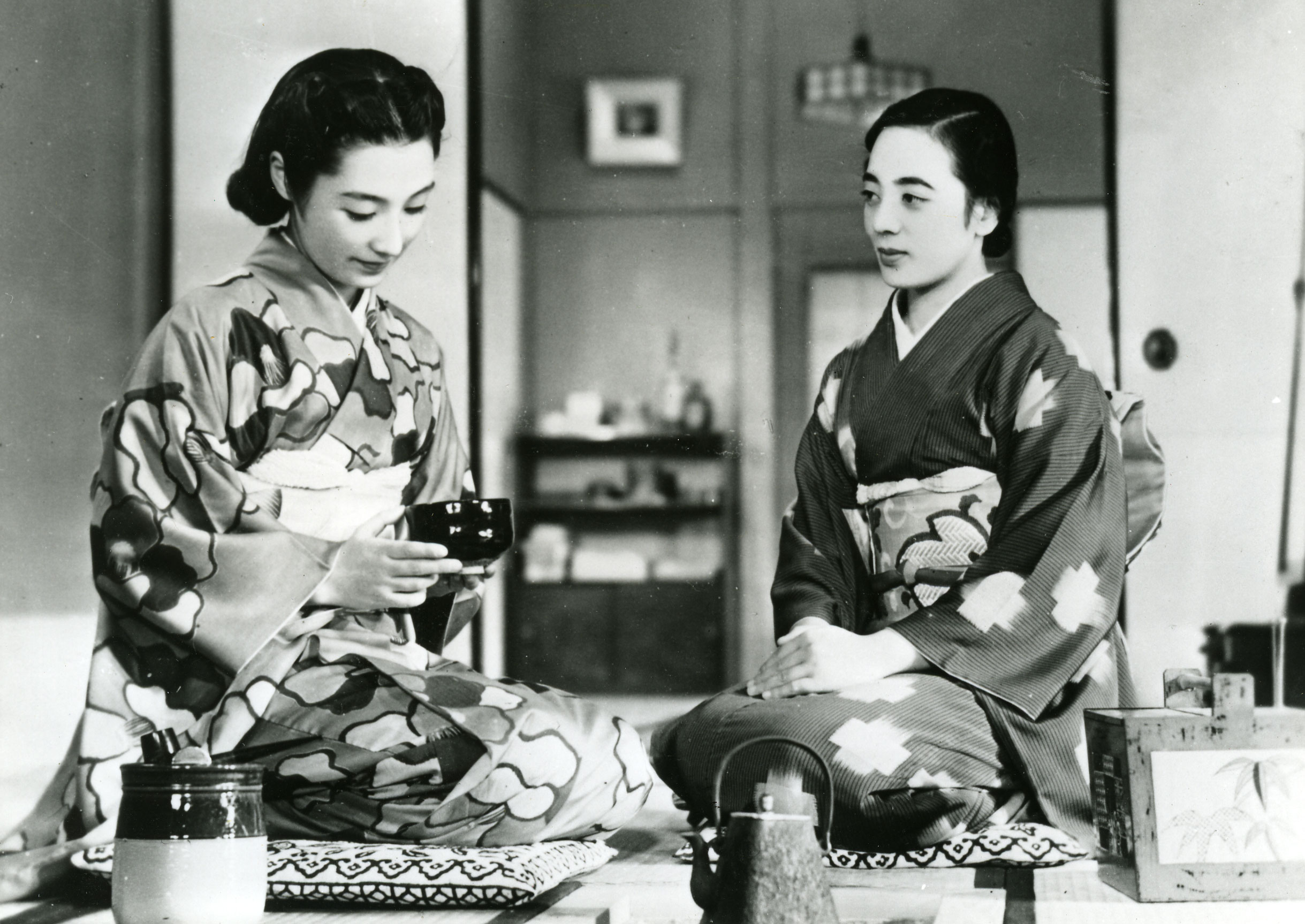
Mieko Takamine y Kuniko Miyake en Hermanos y hermanas de la familia Toda (1941).

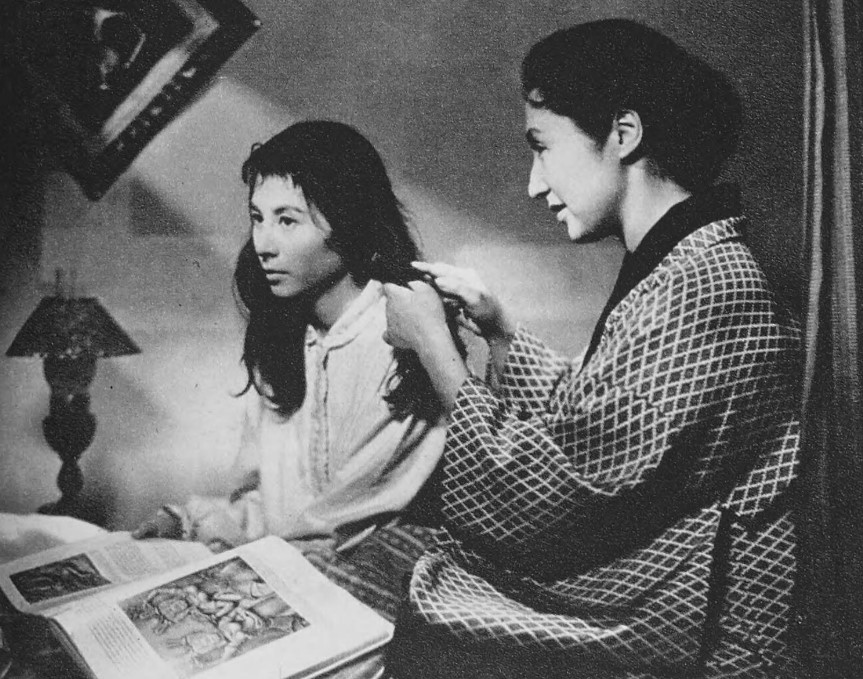
Yoshiko Kuga y Mieko Takamine en Elegía del norte (1957)

A lo largo de su extensa carrera como actriz, que se prolongó entre 1936 y 1990, apareció en casi doscientas películas.
- Las luces de Asakusa (1937) dir. Yasujirō Shimazu
- Los masajistas y una mujer (1938) dir. Hiroshi Shimizu
- Corriente cálida (1939) dir. Kōzaburō Yoshimura
- Nobuko (1940) dir. Hiroshi Shimizu
- Hermanos y hermanas de la familia Toda (1941) dir. Yasujirō Ozu
- 47 Ronin (sin acreditar) (1941) dir. Kenji Mizoguchi
- Una vez más (1947) dir. Heinosuke Gosho
- La bailarina (1951), dir. Mikio Naruse
- Esposa (1953) dir. Mikio Naruse
- El jardín de las mujeres (1954) dir. Keisuke Kinoshita
- Elegía del norte (1957) dir. Heinosuke Gosho
- Amor bajo el crucifijo (1962) dir. Kinuyo Tanaka
- Las arenas de Kurobe (1968) dir. Kei Kumai
- La familia Inugami (1976) dir. Kon Ichikawa
- La abeja reina (1978) dir. Kon Ichikawa
- Hi no Tori (1978) dir. Kon Ichikawa
- Sanada Yukimura no Bōryaku (1979) dir. Sadao Nakajima
- Tempyō no Iraka (1980) dir. Kei Kumai

## Premios
En 1976, Takamine ganó el premio a Mejor Actriz de Reparto en los 19.º Premios Blue Ribbon por su papel en La familia Inugami (1976).
En 1985, fue galardonada con la Medalla con Cinta Púrpura y un premio especial de cine de Mainichi por sus logros a largo plazo como intérprete.